# Lista chorążych reprezentacji Nowej Zelandii na igrzyskach olimpijskich

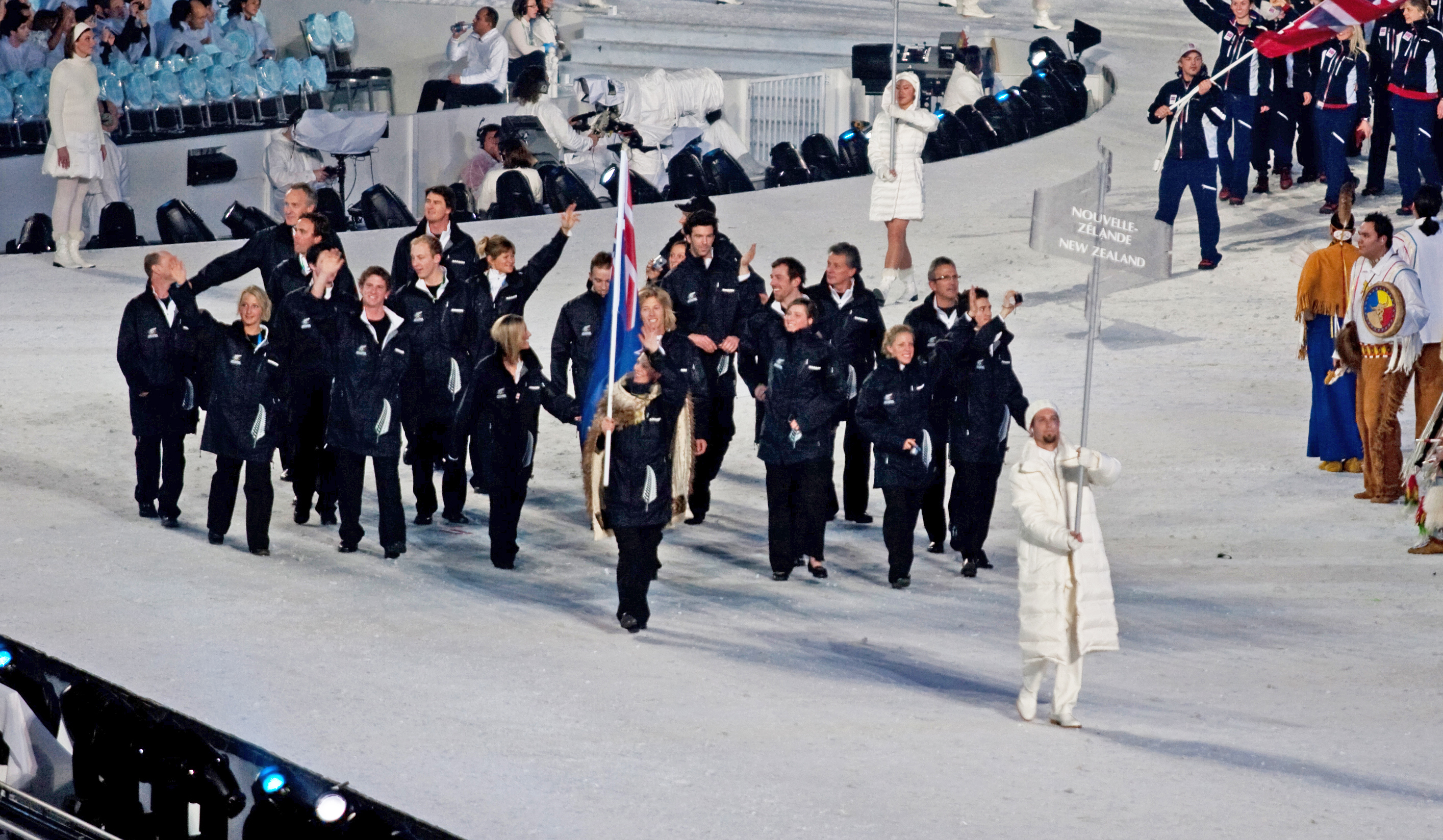
Juliane Bray ubrana w Te Mahutonga na czele nowozelandzkiej reprezentacji w Vancouver

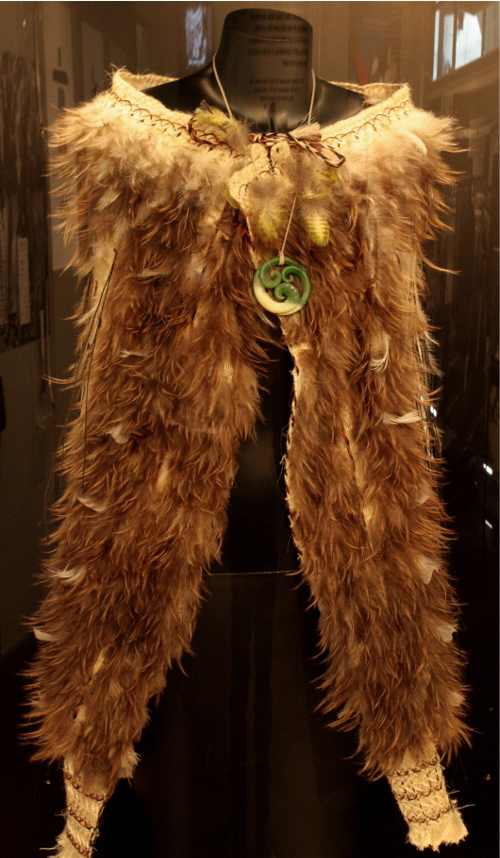
Te Mahutonga

Lista chorążych reprezentacji Nowej Zelandii na igrzyskach olimpijskich – lista zawodników i zawodniczek reprezentacji Nowej Zelandii, którzy podczas ceremonii otwarcia nowożytnych igrzysk olimpijskich nieśli flagę Nowej Zelandii.

## Te Mahutonga
Te Mahutonga jest tradycyjnym maoryskim płaszczem z piór noszonym przez chorążych nowozelandzkiej reprezentacji podczas ceremonii otwarcia igrzysk olimpijskich. Zgodnie z maoryskimi wierzeniami noszący Te Mahutonga przejmuje manę tych, którzy nosili go przed nim. Przekazywany jest kolejnej grupie olimpijczyków na specjalnej ceremonii.
Te Mahutonga stworzyła Te Aue Davis – historyk i orędownik maoryskiej kultury i sztuki, a prace nad nim trwały siedem miesięcy przy zachowaniu wszelkich rytuałów. Został on następnie przekazany Nowozelandzkiemu Komitetowi Olimpijskiemu w 2004 roku przez maoryską królową Te Atairangikaahu i po raz pierwszy użyty przez Beatrice Faumuinę na igrzyskach w Atenach. Od tej pory symbolizuje obowiązki lidera, opiekę duchową, siłę i jedność narodu.
Jego nazwa z języka maori oznacza gwiazdozbiór Krzyża Południa, obecny też na fladze Nowej Zelandii. Na co dzień przechowywany jest w Nowozelandzkim Muzeum Olimpijskim.

## Chronologiczna lista chorążych
| Lp. | Rok i miejsce        | Chorąży                    | Dyscyplina            |
| --- | -------------------- | -------------------------- | --------------------- |
| 1   | 1920, Antwerpia      | Harry Wilson               | Lekkoatletyka         |
| 2   | 1924, Paryż          | Arthur Porritt             | Lekkoatletyka         |
| 3   | 1928, Amsterdam      | Arthur Porritt             | Lekkoatletyka         |
| 4   | 1932, Los Angeles    | John Macdonald             | Wioślarstwo           |
| 5   | 1936, Berlin         | Jack Lovelock              | Lekkoatletyka         |
| 6   | 1948, Londyn         | Harold Nelson              | Lekkoatletyka         |
| 7   | 1952, Oslo           | Austin Hayward             | działacz              |
| 8   | 1952, Helsinki       | Harold Cleghorn            | Podnoszenie ciężarów  |
| 9   | 1956, Melbourne      | Ritchie Johnston           | Kolarstwo torowe      |
| 10  | 1960, Squaw Valley   | Bill Hunt                  | Narciarstwo alpejskie |
| 11  | 1960, Rzym           | Les Mills                  | Lekkoatletyka         |
| 12  | 1964, Tokio          | Peter Snell                | Lekkoatletyka         |
| 13  | 1968, Grenoble       | Thomas Huppert             | Narciarstwo alpejskie |
| 14  | 1968, Meksyk         | Donald Oliver              | Podnoszenie ciężarów  |
| 15  | 1972, Sapporo        | Alan Ward                  | działacz              |
| 16  | 1972, Monachium      | Les Mills                  | Lekkoatletyka         |
| 17  | 1976, Innsbruck      | Stuart Blakely             | Narciarstwo alpejskie |
| 18  | 1976, Montreal       | David Aspin                | Zapasy                |
| 19  | 1980, Lake Placid    | Stuart Blakely             | Narciarstwo alpejskie |
| 20  | 1980, Moskwa         | Brian Newth                | Pięciobój nowoczesny  |
| 21  | 1984, Sarajewo       | Markus Hubrich             | Narciarstwo alpejskie |
| 22  | 1984, Los Angeles    | John Walker                | Lekkoatletyka         |
| 23  | 1988, Calgary        | Simon Wi Rutene            | Narciarstwo alpejskie |
| 24  | 1988, Seul           | Ian Ferguson               | Kajakarstwo           |
| 25  | 1992, Albertville    | Chris Nicholson            | Łyżwiarstwo szybkie   |
| 26  | 1992, Barcelona      | Mark Todd                  | Jeździectwo           |
| 27  | 1994, Lillehammer    | Tony Smith                 | Łyżwiarstwo szybkie   |
| 28  | 1996, Atlanta        | Barbara Kendall            | Żeglarstwo            |
| 29  | 1998, Nagano         | Peter Henry                | Bobsleje              |
| 30  | 2000, Sydney         | Blyth Tait                 | Jeździectwo           |
| 31  | 2002, Salt Lake City | Angela Paul                | Saneczkarstwo         |
| 32  | 2004, Ateny          | Beatrice Faumuina          | Lekkoatletyka         |
| 33  | 2006, Turyn          | Sean Becker                | Curling               |
| 34  | 2008, Pekin          | Mahé Drysdale              | Wioślarstwo           |
| 35  | 2010, Vancouver      | Juliane Bray               | Snowboarding          |
| 36  | 2012, Londyn         | Nick Willis                | Lekkoatletyka         |
| 37  | 2014, Soczi          | Shane Dobbin               | Łyżwiarstwo szybkie   |
| 38  | 2016, Rio de Janeiro | Peter Burling & Blair Tuke | Żeglarstwo            |
| 39  | 2018, Pjongczang     | Beau-James Wells           | Narciarstwo dowolne   |
| 40  | 2020, Tokio          | Sarah Goss-Hirini          | Rugby 7               |
| 40  | 2020, Tokio          | David Nyika                | Boks                  |
| 41  | 2022, Pekin          | Alice Robinson             | Narciarstwo alpejskie |
| 41  | 2022, Pekin          | Finn Bilous                | Narciarstwo dowolne   |